# Guillaume Hoarau
Guillaume Hoarau (Saint-Louis, 5 marzo 1984) è un calciatore francese nativo dell'isola di Riunione, attaccante del club amatoriale FC Muri-Gümligen.

## Biografia
Chiusa l'esperienza da calciatore professionista, ha deciso di aprire una scuola calcio a Réunion; un documentario televisivo ha raccontato la sua scelta di vita.
È consulente per l'emittente televisiva Canal+ dall'ottobre 2023.

## Carriera

### Club

#### Gli esordi a Réunion e l'arrivo in Francia
Cresce nell'isola natale, iniziando a giocare prima nelle giovanili e poi nella prima squadra del Saint-Pierroise.
Si trasferisce nella Francia metropolitana nel gennaio del 2004 andando a giocare nel Le Havre dove, nelle prime quattro stagioni, registrerà 5 gol in 43 partite.
Nella parentesi invernale della stagione 2006/2007 si trasferisce in prestito al Gueugnon dove si mette in mostra realizzando 8 reti in 21 partite.
Ritorna a Le Havre da protagonista, nel gennaio del 2008 firma un contratto di 4 anni e mezzo con il Paris Saint-Germain ma rimane in prestito alla squadra diventando, a fine campionato, il miglior giocatore e il capocannoniere della Ligue 2 con 28 gol in 38 partite.

#### Paris Saint-Germain
Nella stagione 2008-2009 parte da protagonista anche con la squadra parigina. Con la maglia del PSG vince una Coppa di Francia, ma la sua presenza inizia ad andare in crisi per le scelte fatte dalla società. L'arrivo, tra gli altri di Thiago Silva, Javier Pastore e Zlatan Ibrahimovic, fa sì che il suo spazio nell'undici titolare inizi a diventare ridottissimo e, dopo aver totalizzato 39 marcature personali in 114 gare disputate, interrompe la sua esperienza in Francia.

#### Cina e Bordeaux
Complice la fine del rapporto con il Paris Saint-Germain, ha una fugace esperienza in Cina. A lungo ricercato dai club della Serie A italiana, dopo essere tornato in Ligue 1 nel calciomercato invernale del 2014,   a fine stagione rimane svincolato a seguito dell'addio al Bordeaux.

#### L'arrivo in Svizzera
Si trasferisce quindi allo Young Boys, segnando 5 reti nella fase a gironi di Europa League. Realizza un gol anche nei sedicesimi di finale, dove gli svizzeri sono eliminati dall'Everton.
Nominato miglior calciatore della Super League nel 2016, con la squadra bernese vince tre scudetti consecutivi tra la stagione 2017-2018 e quella 2019-2020. Con la maglia giallonera, il 12 dicembre 2018, mette a segno una doppietta grazie a cui la sua squadra batte la Juventus, successo che non è però sufficiente per superare il girone. Nella stagione 2018-2019 diventa capocannoniere del campionato con 24 reti realizzate.
Nel 2020 arriva a Sion dove gioca solo 25 partite (con 9 realizzazioni) a causa di diversi infortuni. Le presenze saranno ancora minori l'anno seguente a causa di un infortunio che lo tiene fuori per gran parte del campionato.

#### Tra il ritorno a Réunion e il calcio amatoriale in Svizzera
Dopo aver deciso di aprire un'accademia calcistica, a settembre 2022 torna nell'isola natale per giocare con la sua prima squadra, il Saint-Pierroise, con cui vince la Coupe de La Réunion 2022. Nel 2023, dopo aver ricevuto un'offerta per giocare nella squadra locale dell'Entente Sportive Etang-Salé, ha scelto definitivamente di lasciare il calcio professionistico e ha iniziato a lavorare per il comune di L'Étang-Salé.
Nell'agosto 2023, Hoarau ha firmato con il club amatoriale svizzero FC Muri-Gümligen che gioca nella Seconda Lega interregionale, la quinta divisione nazionale; una scelta fatta per svolgere parallelamente la sua nuova attività di consulenza con Canal+. Nella prima stagione gioca 8 partite con 4 reti all'attivo e viene confermato in rosa anche per quella successiva.

### Nazionale

#### Nazionale maggiore
Conta 5 presenze in nazionale, tutte nel primo periodo di Blanc in panchina.

#### Réunion
In gioventù ha rappresentato la rappresentativa calcistica di Réunion, ovvero la squadra del dipartimento d'oltremare francese nell'Oceano Indiano, giocando 3 partite, tra cui la finale persa contro Mauritius nell'edizione 2003 dei Giochi delle isole dell'Oceano Indiano.

## Statistiche

### Presenze e reti nei club
Statistiche aggiornate al 1º settembre 2024.
| Stagione                  | Squadra                   | Campionato                | Campionato | Campionato | Coppe nazionali | Coppe nazionali | Coppe nazionali | Coppe continentali | Coppe continentali | Coppe continentali | Altre coppe | Altre coppe | Altre coppe | Totale | Totale |
| Stagione                  | Squadra                   | Comp                      | Pres       | Reti       | Comp            | Pres            | Reti            | Comp               | Pres               | Reti               | Comp        | Pres        | Reti        | Pres   | Reti   |
| ------------------------- | ------------------------- | ------------------------- | ---------- | ---------- | --------------- | --------------- | --------------- | ------------------ | ------------------ | ------------------ | ----------- | ----------- | ----------- | ------ | ------ |
| 2002                      | JS Saint-Pierroise        | D1R                       | 11         | 3          |                 | -               | -               | -                  | -                  | -                  | -           | -           | -           | 11     | 3      |
| 2003                      | JS Saint-Pierroise        | D1R                       | 18         | 12         |                 | -               | -               | -                  | -                  | -                  |             | -           | -           | 18     | 12     |
| gen. 2004                 | Le Havre                  | L2                        | 1          | 0          | CF+CdL          | 0               | 0               | -                  | -                  | -                  |             | -           | -           | 1      | 0      |
| 2004-2005                 | Le Havre                  | L2                        | 9          | 1          | CF+CdL          | 0+1             | 0+0             | -                  | -                  | -                  |             | -           | -           | 10     | 1      |
| 2005-2006                 | Le Havre                  | L2                        | 28         | 4          | CF+CdL          | 1+1             | 0+0             | -                  | -                  | -                  | -           | -           | -           | 30     | 4      |
| lug.-dic. 2006            | Le Havre                  | L2                        | 5          | 0          | CF+CdL          | 0+1             | 0+1             | -                  | -                  | -                  |             | -           | -           | 6      | 1      |
| dic. 2006-2007            | Gueugnon                  | L2                        | 21         | 8          | CF+CdL          | 2+0             | 1+0             | -                  | -                  | -                  |             | -           | -           | 23     | 9      |
| 2007-2008                 | Le Havre                  | L2                        | 38         | 28         | CF+CdL          | 1+2             | 0+1             | -                  | -                  |                    | -           | -           | -           | 41     | 29     |
| Totale Le Havre           | Totale Le Havre           | Totale Le Havre           | 81         | 33         |                 | 7               | 2               |                    |                    |                    |             |             |             | 88     | 35     |
| 2008-2009                 | PSG                       | L1                        | 33         | 17         | CF+CdL          | 3+2             | 0               | CU                 | 9                  | 3                  |             | -           | -           | 47     | 20     |
| 2009-2010                 | PSG                       | L1                        | 22         | 6          | CF+CdL          | 5+1             | 2+0             | -                  | -                  | -                  |             | -           | -           | 28     | 8      |
| 2010-2011                 | PSG                       | L1                        | 33         | 9          | CF+CdL          | 6+3             | 7+0             | UEL                | 9                  | 4                  | SF          | 0           | 0           | 51     | 20     |
| 2011-2012                 | PSG                       | L1                        | 20         | 5          | CF+CdL          | 4+0             | 0               | UEL                | 2                  | 1                  |             | -           | -           | 26     | 6      |
| 2012-gen. 2013            | PSG                       | L1                        | 6          | 1          | CF+CdL          | 0+1             | 0               | UCL                | 2                  | 1                  |             | -           | -           | 9      | 2      |
| Totale PSG                | Totale PSG                | Totale PSG                | 114        | 38         |                 | 25              | 9               |                    | 22                 | 9                  |             |             |             | 161    | 56     |
| 2013                      | Dalian Yifang             | CSL                       | 20         | 3          | CC              | 3               | 3               | -                  | -                  | -                  |             | -           | -           | 23     | 6      |
| gen.-giu. 2014            | Bordeaux                  | L1                        | 16         | 3          | CF+CdL          | 0+1             | 0               | UEL                | -                  | -                  | SF          | -           | -           | 17     | 3      |
| 2014-2015                 | Young Boys                | SL                        | 28         | 17         | CS              | 1               | 0               | UEL                | 8                  | 6                  |             | -           | -           | 37     | 23     |
| 2015-2016                 | Young Boys                | SL                        | 22         | 18         | CS              | 0               | 0               | UCL+UEL            | 1+2                | 0                  |             | -           | -           | 25     | 18     |
| 2016-2017                 | Young Boys                | SL                        | 21         | 18         | CS              | 2               | 2               | UCL+UEL            | 3+4                | 0+5                |             | -           | -           | 30     | 25     |
| 2017-2018                 | Young Boys                | SL                        | 25         | 15         | CS              | 4               | 1               | UCL+UEL            | 3+2                | 1+1                |             | -           | -           | 34     | 18     |
| 2018-2019                 | Young Boys                | SL                        | 28         | 24         | CS              | 3               | 1               | UCL                | 7                  | 5                  |             | -           | -           | 38     | 30     |
| 2019-2020                 | Young Boys                | SL                        | 17         | 2          | CS              | 2               | 1               | UCL+UEL            | 2+3                | 1+0                | -           | -           | -           | 24     | 4      |
| Totale Young Boys         | Totale Young Boys         | Totale Young Boys         | 141        | 94         |                 | 12              | 5               |                    | 35                 | 19                 |             |             | -           | 188    | 118    |
| 2020-2021                 | Sion                      | SL                        | 22+2       | 6+2        | CS              | 1               | 1               |                    | -                  | -                  |             | -           | -           | 25     | 9      |
| 2021-2022                 | Sion                      | SL                        | 7          | 3          | CS              | 1               | 0               |                    | -                  | -                  |             | -           | -           | 8      | 3      |
| Totale Sion               | Totale Sion               | Totale Sion               | 31         | 11         |                 | 2               | 1               |                    |                    |                    |             |             |             | 33     | 12     |
| set.-dic. 2022            | JS Saint-Pierroise        | D1R                       | 6          | 0          | CF+CLR          | 1+1             | 0               |                    | -                  | -                  |             | -           | -           | 8      | 0      |
| Totale JS Saint-Pierroise | Totale JS Saint-Pierroise | Totale JS Saint-Pierroise | 35         | 15         |                 | 2               | 0               |                    |                    |                    |             |             |             | 37     | 15     |
| 2023-2024                 | FC Muri-Gümligen          | 2LI                       | 8          | 4          | CS              | -               | -               |                    | -                  | -                  |             | -           | -           | 8      | 4      |
| 2024-2025                 | FC Muri-Gümligen          | 2LI                       | 0          | 0          | CS              | 0               | 0               |                    | -                  | -                  |             | -           | -           | 0      | 0      |
| Totale FC Muri-Gümligen   | Totale FC Muri-Gümligen   | Totale FC Muri-Gümligen   | 8          | 4          |                 | 0               | 0               |                    |                    |                    |             |             |             | 8      | 4      |
| Totale carriera           | Totale carriera           | Totale carriera           | 461        | 2059       |                 | 54              | 21              |                    | 57                 | 28                 |             |             |             | 572    | 258    |

### Cronologia presenze e reti in nazionale
| Cronologia completa delle presenze e delle reti in nazionale ― Francia | Cronologia completa delle presenze e delle reti in nazionale ― Francia | Cronologia completa delle presenze e delle reti in nazionale ― Francia | Cronologia completa delle presenze e delle reti in nazionale ― Francia | Cronologia completa delle presenze e delle reti in nazionale ― Francia | Cronologia completa delle presenze e delle reti in nazionale ― Francia | Cronologia completa delle presenze e delle reti in nazionale ― Francia | Cronologia completa delle presenze e delle reti in nazionale ― Francia |
| Data                                                                   | Città                                                                  | In casa                                                                | Risultato                                                              | Ospiti                                                                 | Competizione                                                           | Reti                                                                   | Note                                                                   |
| ---------------------------------------------------------------------- | ---------------------------------------------------------------------- | ---------------------------------------------------------------------- | ---------------------------------------------------------------------- | ---------------------------------------------------------------------- | ---------------------------------------------------------------------- | ---------------------------------------------------------------------- | ---------------------------------------------------------------------- |
| 11-8-2010                                                              | Oslo                                                                   | Norvegia                                                               | 2 – 1                                                                  | Francia                                                                | Amichevole                                                             | -                                                                      | 61’                                                                    |
| 3-9-2010                                                               | Parigi                                                                 | Francia                                                                | 0 – 1                                                                  | Bielorussia                                                            | Qual. Euro 2012                                                        | -                                                                      |                                                                        |
| 12-10-2010                                                             | Metz                                                                   | Francia                                                                | 2 – 0                                                                  | Lussemburgo                                                            | Qual. Euro 2012                                                        | -                                                                      | 73’                                                                    |
| 17-11-2010                                                             | Londra                                                                 | Inghilterra                                                            | 1 – 2                                                                  | Francia                                                                | Amichevole                                                             | -                                                                      | 85’                                                                    |
| 9-6-2011                                                               | Varsavia                                                               | Polonia                                                                | 0 – 1                                                                  | Francia                                                                | Amichevole                                                             | -                                                                      | 78’                                                                    |
| Totale                                                                 |                                                                        | Presenze                                                               | 5                                                                      |                                                                        | Reti                                                                   | 0                                                                      |                                                                        |

## Palmarès

### Club

#### Competizioni statali
- Coupe de La Réunion: 1

Saint-Pierroise: 2022

#### Competizioni nazionali
- Ligue 2: 1

Le Havre: 2007-2008
- Coppa di Francia: 1

Paris Saint-Germain: 2009-2010
- Campionato svizzero: 3

Young Boys: 2017-2018, 2018-2019, 2019-2020
- Coppa Svizzera: 1

Young Boys: 2019-2020

### Individuale
- Capocannoniere della Ligue 2: 1

2007-2008 (28 reti)
- Capocannoniere del Campionato svizzero: 1

2018-2019 (24 reti)
- Calciatore dell'anno (Svizzera): 1

Super League Player: 2016